# Józef Chmiel (działacz komunistyczny)
Józef Chmiel, ps. Bogdan, Kret, Staszek, Marcin (ur. 4 lutego 1897 w Chorążycach, zm. 8 lutego 1955 w Czeladzi) – działacz socjalistyczny i komunistyczny, burmistrz Czeladzi od 1945, dyrektor kopalni w Wałbrzychu 1950–1952.

## Życiorys
Syn robotnika rolnego Marcina. W wieku 7 lat zaczął pracować zarobkowo. 1918–1919 odbył służbę wojskową, potem był robotnikiem rolnym i wstąpił do PPS i Związku Zawodowego Robotników Rolnych RP. Współorganizował strajk robotników rolnych, za co został zwolniony z pracy. Od 1921 w Czeladzi, gdzie pracował w kopalni. Działał w związku zawodowym górników. Ok. 1924 wstąpił do KPP i został sekretarzem komórki dzielnicowej. W latach 1927–1931 działacz PPS-Lewicy. W 1929 kandydował do czeladzkiej Rady Miejskiej z listy komunistycznej, która została unieważniona przez władze. Od 1931 członek Komitetu dzielnicowego (KD) KPP w Czeladzi, a od 1932 Komitetu Okręgowego (KO) KPP w Zagłębiu Dąbrowskim. Kilkakrotnie aresztowany i więziony za działalność komunistyczną. W latach 1933–1934 z polecenia KPP przebywał w Moskwie w szkole partyjnej. Po powrocie funkcjonariusz KO KPP Zagłębia Dąbrowskiego i działacz MOPR. W 1936 aresztowany, w marcu 1937 osadzony na rok w obozie w Berezie Kartuskiej.
Po 1939 na robotach przymusowych w Niemczech, 1943 wrócił do Czeladzi i wstąpił do PPR. Współorganizował konspiracyjną Radę Narodową w Czeladzi. Pracował w elektrowni w Będzinie. 11 stycznia 1945 podczas posiedzenia konspiracyjnej Wojewódzkiej Rady Narodowej (WRN) w Kazimierzu został wybrany burmistrzem Czeladzi. Współorganizator pierwszego Komitetu Miejskiego (KM) PPR w Czeladzi. Od lipca 1947 pracownik Wydziału Organizacyjnego Zarządu Głównego (ZG) Związku Zawodowego Górników w Katowicach. W latach 1949–1950 był wicedyrektorem kopalni „Generał Zawadzki” w Dąbrowie Górniczej, następnie dyrektorem kopalni „Wiktoria” w Wałbrzychu. Od 1952 nadgórnik w Przedsiębiorstwie Robót Publicznych w Sosnowcu. W latach 1953–1955 uczył się w Technikum Ekonomicznym w Bytomiu, które ukończył na krótko przed śmiercią.

## Ordery i odznaczenia
- Order Krzyża Grunwaldu
- Złoty Krzyż Zasługi (18 stycznia 1946)[1]